# Томас, Крейг
Крейг Дэвид Томас (англ. Craig David Thomas, род. 26 июня 1971 года в Сент-Клауде, Миннесота) - американский телевизионный писатель. Наряду с Картером Бейзом Крейг является создателем, писателем и шоураннером ситкома Как я встретил вашу маму. За этот сериал Крейг был номинирован на премию «Эмми».
В другом сотрудничестве с Бейзом Крейг стал соучредителем группы The Solids. Отрывок песни "Hey, beautiful", исполненная этой группой, является темой сериала Как я встретил вашу маму.

## Биография

### Начальные годы
Крейг родился в Сент-Клауде, штат Миннесота.
В 1997 году Крейг окончил Уэслианский университет. Во время учёбы в университете, Крейг летом и осенью 1996 года с Бейзом работают молодыми специалистами в Департаменте развития MTV.

### Карьера
В 1997 году, после окончания университета, Крейг и Бейз становятся соавторами, пишущими для Позднего шоу с Дэвидом Леттерманом. 
Крейг также написал сценарий для эпизодов Американского папаши, Пятерняшек и Оливера Бина.
В 2004 году Крейг наряду с Бейзом, Гервигом и Спиви снял первую пилотную серию ситкома Как я встретил вашу маму. После этого канал CBS попросила сделать вторую пилотную серию, но Крейг с другими продюсерами отказался сделать вторую пилотную серию.

## Работы

### Как я встретил вашу маму
- Пилот
- Фиолетовый жираф
- Случай с ананасом
- Жизнь среди горилл
- Ничего хорошего не происходит после двух часов ночи
- Молоко
- На чём мы остановились?
- Футбол в понедельник вечером
- Мальчишник
- Кое-что синее
- Дождись этого
- Платиновое правило
- Завтра не наступит
- Десять сеансов
- Чудеса
- Я тебя знаю?
- Лучший бургер в Нью-Йорке
- Вууу!
- Стинсоны
- Так быстро, как она только может
- Прыжок
- Определения
- Робин для чайников
- Книга правил съёма
- Девушки против костюмов
- Кролик или утка
- Двойники
- Особенные дни
- Архитектор разрушения
- Естественная история
- Последние слова
- Ох, милочка
- Достопримечательности
- Вызов принят
- Шафер
- Утиный галстук
- Разочарованная девушка
- Tailgate
- Горящий пчеловод

### Оливер Бин
- Танец Бин
- Нуди Мег
- Спекуляции рентгена
- Поездка в Кони-Айленд
- Оливер и выдры

### Игры Гудвина
- Пилот
- Гамлетта

### Американский папаша!
- Стэн Аравийский: Часть 2

### Другие работы
Он сделал аудиокомментарии для эпизода Американского папаши! (Стэн Аравийский: Часть 2) и для DVD диска сериала Как я встретил вашу маму.